# Belloa longifolia
Belloa longifolia là một loài thực vật có hoa trong họ Cúc. Loài này được (Cuatrec. & Aristeg.) Sagást. & M.O.Dillon mô tả khoa học đầu tiên năm 1985.